# Hviding Kirke
Hviding Kirke er en middelalderlig kirke mellem landsbyerne Råhede og Gammel Hviding, 10 km sydvest for Ribe.

## Galleri
- Fra sydvest
- Fra øst
- Mindesten for sognets faldne i 1. verdenskrig
- Maleren Agnes Smidts gravsten på kirkegården